# Jakub Václav Zentner
Jakub Václav Zentner FSSP (* 11. prosince 1984) je český římskokatolický kněz a historik umění, správce farnosti a poutního místa Římov (od července 2019) a představený Domu svatého Jana Nepomuckého v Římově (od srpna 2019).
Jde o služebně nejstaršího českého člena Kněžského bratrstva sv. Petra a hlavního koordinátora akcí bratrstva na území České republiky.

## Život
V mládí byl nevěřící, během studií na gymnáziu se začal zajímat o judaismus a následně o křesťanství. Pokřtěn byl v roce 2003.
Po absolvování gymnázia studoval na Filosofické fakultě a Teologické fakultě UK pomocné vědy historické, dějiny křesťanského umění a pedagogiku.
V roce 2005 se na světovém setkání mládeže v Kolíně nad Rýnem setkal s tridentskou mší a nato za ní začal dojíždět do farnosti Počaply u Terezína, kde ji sloužil P. Radim Valík OSB.
V roce 2009 zahájil studium filosofie a teologie v semináři FSSP ve švábském Wigratzbadu. Na jaře 2015 přijal podjáhenské a jáhenské svěcení. Teologická studia dokončil v semináři FSSP v americkém Dentonu, v USA absolvoval i jáhenskou praxi.
2. července 2016 byl vysvěcen na kněze arcibiskupem Pozzem.

### Kněžské působení
Po vysvěcení působil převážně v Německu, nicméně příležitostně dojížděl i do České republiky, kde sloužil mše a spoluorganizoval některé akce FSSP, především tábory pro mládež, Hovory o víře, Tradycamp a návštěvy osobností tradičního katolicismu ze zahraničí (např. biskupa Schneidera a kardinála Burkeho). V roce 2018 jej biskup Kročil pověřil péčí o tradiční katolíky v českobudějovické diecézi.
V červnu 2019 jej biskup Kročil jmenoval administrátorem farnosti a poutního místa Římov a v srpnu téhož roku jej generální představený FSSP Andrzej Komorowski jmenoval představeným Domu svatého Jana Nepomuckého v Římově.

## Knihy
- Zánik Židů v Libochovicích (2003)
- Libochovičtí Židé v minulosti a současné památky na ně (2008)
- Kapitoly z minulosti Vraňan a Mlčechvost (2018, spoluautor)
- Výklad mešního řádu (2025)